# Campionati europei di sollevamento pesi 1951
I Campionati europei di sollevamento pesi 1951, 33ª edizione della manifestazione, si svolsero a Milano dal 28 al 30 ottobre; la gara mondiale venne considerata valida anche come campionato europeo e furono classificati i tre atleti del continente col miglior piazzamento.

## Formula
La formula prevedeva tre serie di sollevamenti:
- sollevamento a distensione a due mani;
- sollevamento a strappo a due mani;
- sollevamento a slancio a due mani.

## Titoli in palio
Vengono corretti alcuni limiti di peso e aggiunta una settima categoria, i mediomassimi.
| Categoria            | Eventi      |
| -------------------- | ----------- |
| Pesi gallo           | 56 kg       |
| Pesi piuma           | 60 kg       |
| Pesi leggeri         | 67.5 kg     |
| Pesi medi            | 75 kg       |
| Pesi massimi leggeri | 82.5 kg     |
| Pesi mediomassimi    | 90 kg       |
| Pesi massimi         | Oltre 90 kg |

## Risultati
| Evento       | Oro              | Oro   | Argento         | Argento | Bronzo             | Bronzo |
| ------------ | ---------------- | ----- | --------------- | ------- | ------------------ | ------ |
| 56 kg.       | Ettore Amati     | 265,0 | Aarne Vehkonen  | 262,5   | Andrija Maleć      | 245,0  |
| 60 kg.       | Johan Runge      | 310,0 | Julian Creus    | 302,5   | Max Heral          | 295,0  |
| 67,5 kg.     | Ermanno Pignatti | 317,5 | Josef Tauchner  | 315,0   | Roger Rubini       | 305,0  |
| 75 kg.       | Jan Smeekens     | 355,0 | Georges Firmin  | 355,0   | André Dochy        | 342,5  |
| 82,5 kg.     | Jean Debuf       | 392,5 | Wilhelm Flenner | 362,5   | Augusto Fiorentini | 357,5  |
| 90 kg.       | Raymond Herbaux  | 362,5 | Luciano Zardi   | 352,5   | Franz Eibler       | 345,0  |
| Oltre 90 kg. | Heinz Schattner  | 405,0 | Mel Barnett     | 395,0   | Wilhelm Hafenscher | 380,0  |

## Medagliere
| Posiz. | Nazione        | Oro | Argento | Bronzo | Totale |
| ------ | -------------- | --- | ------- | ------ | ------ |
| 1      | Francia        | 2   | 1       | 2      | 5      |
| 2      | Italia         | 2   | 1       | 1      | 4      |
| 3      | Danimarca      | 1   | 0       | 0      | 1      |
| 3      | Paesi Bassi    | 1   | 0       | 0      | 1      |
| 3      | Germania Ovest | 1   | 0       | 0      | 1      |
| 6      | Austria        | 0   | 2       | 2      | 4      |
| 7      | Regno Unito    | 0   | 2       | 0      | 2      |
| 8      | Finlandia      | 0   | 1       | 0      | 1      |
| 9      | Svizzera       | 0   | 0       | 1      | 1      |
| 9      | Jugoslavia     | 0   | 0       | 1      | 1      |
| Totale | Totale         | 7   | 7       | 7      | 21     |

## Classifica a squadre
Il sistema di punteggio è basato sui punti distribuiti per l'esercizio totale in base allo schema adottato nel 1948:
| Pos. | Squadra        | Punti |
| ---- | -------------- | ----- |
| 1    | Francia        | 15    |
| 2    | Italia         | 14    |
| 3    | Austria        | 8     |
| 4    | Regno Unito    | 6     |
| 5    | Danimarca      | 5     |
| 6    | Paesi Bassi    | 5     |
| 7    | Germania Ovest | 5     |
| 8    | Finlandia      | 3     |
| 9    | Jugoslavia     | 1     |
| 10   | Svizzera       | 1     |